# Prospero Antichi
Prospero Antichi, detto il Bresciano (Brescia ?, ... – Roma, 1599), è stato uno scultore italiano, attivo a Roma nel XVI secolo.

## Biografia
Andò a Roma da giovane, sotto il pontificato di Gregorio XIII. Nel 1580-81 eseguì i grandi angeli di stucco nella Cappella Paolina e lo stemma di Gregorio XIII nella Sala Regia. Dopo il 1585 lavorò al sepolcro del defunto pontefice. Di esso rimane nella navata destra della Basilica di San Pietro il prospetto architettonico, che ora accoglie il sarcofago di Gregorio XIV, perché nel 1723 fu rifatto da Camillo Rusconi un nuovo monumento sepolcrale di Gregorio XIII.  
Verso il 1586 realizzò i quattro leoni araldici in bronzo dorato ai lati dell'obelisco Vaticano, fatto erigere da Sisto V in piazza San Pietro. Nel 1587 eseguì il gruppo Vergine e San Giuseppe che adorano il Bambino posto sotto il tabernacolo del SS. Sacramento nella Cappella Sistina in Santa Maria Maggiore. 
Nel 1591 eseguì con Pietro Bordone in Castel Sant'Angelo un angelo e lo stemma in rame di Gregorio XIV.
A Roma il nome del Prospero Antichi è tradizionalmente legato alla realizzazione di una statua di Mosé collocata sotto l'arco centrale della Fontana dell'Acqua Felice, vicino alle terme di Diocleziano. Tale scultura, che nelle intenzioni dell'artista doveva certo ispirarsi all'imponenza del celebre Mosè di Michelangelo, fu invece ben presto facile bersaglio di satire e critiche per le sue proporzioni tozze e la rozzezza del disegno, e ben presto fu ribattezzata dai romani "Mosè ridicolo".  È oggi noto tuttavia che Prospero da Brescia non ebbe certamente la paternità esclusiva dell'opera, e che questa fu quantomeno terminata nel 1588 dallo scultore Leonardo Sormani, che probabilmente ne fu il principale artefice.